# لویی سییر
لویی سییر (متولد ۱۸۶۳ - مرگ ۱۹۱۲) یک قهرمان کانادایی-فرانسوی بود که در قرن نوزدهم و اوایل قرن بیستم زندگی می‌کرد. طبق گفتهٔ «بن ویدر»، رئیس فدراسیون بین‌المللی بدن سازی و تناسب اندام، او قوی‌ترین مرد جهان در تاریخ خود بوده‌است؛ و رکوردهایی که تاکنون به ثبت رسانده‌است کسی تا اکنون نتوانسته بشکند.

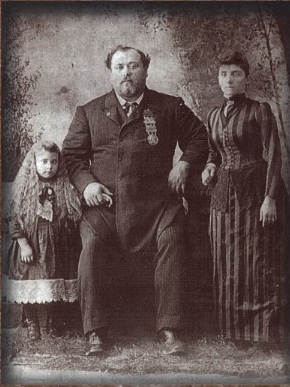
لویی سییر با همسر ملینا کورتوا و دختر املیا سییر

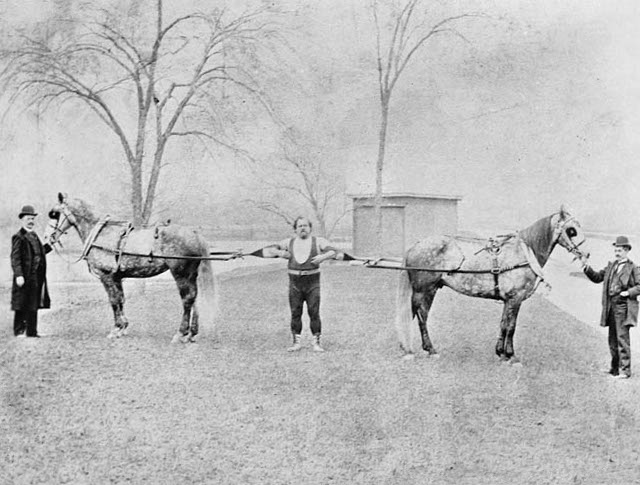
مهار دو اسب در سال ۱۸۹۱

## مرگ
در سال ۱۹۰۴، سلامت لویی سییر به علت غذا خوردن بیش از حد و عدم فعالیت، شروع به وخامت نمود. در آن زمان، او ۱۸۰ کیلوگرم وزن داشت و لویی سییر عنوان خود را تا آن سال، برای همیشه حفظ کرد و بازنشسته شد.
سرانجام او در ۱۰ نوامبر ۱۹۱۲ در مونترال بر اثر نارسایی کلیه فوت کرد. در مراسم تشییع پیکر او جمعیت زیادی از سراسر جهان با دسته گل‌های بزرگ و شیک حضور داشتند.

## رکوردهای جهانی
- ۴ اسب (هریک به وزن تقریبی ۴۵۰ کیلوگرم) که هر جفت آنها به یک دست او بسته شده بودند او را در دو جهت مخالف می‌کشیدند.
- از شاه کارهای دیگرش یکی بلندکردن ۱۸ مرد (به وزن تقریبی ۲۰۰۰ کیلو)، هل دادن یک کامیون در سربالائی و بلند کردن ۲۵۰ کیلو وزنه با یک انگشت بود.